# Великий Архитектор Вселенной

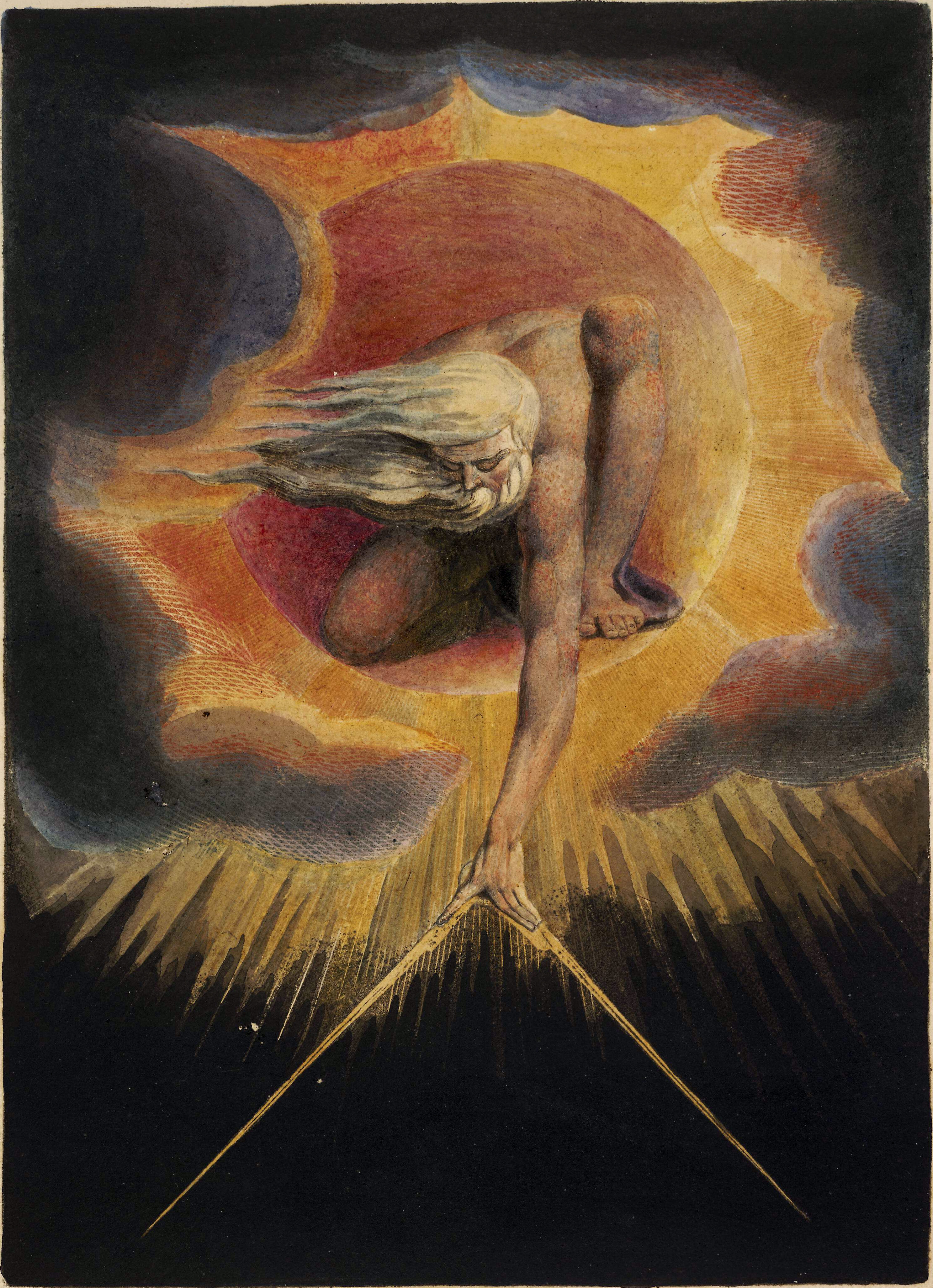
Уильям Блейк «Великий архитектор», 1794

Великий Архитектор Вселенной (ВАВ) в масонстве — универсальное и нейтральное обозначение Верховной Сущности (Бога), в которое верит каждый член братства, при этом как и в кого верить — личное дело каждого масона, в зависимости от его вероисповедания.

## Христианство
Христианский теолог Фома Аквинский полагал, что существует Архитектор Вселенной, как первопричина, что и является Богом.
Толкователь Аквинского Стивен Ричардс отмечал, что утверждение Великого Архитектора Вселенной как христианского Бога «не лежит на поверхности в теологии, а требует дополнительной веры, основа которой находится в откровении Библии».
Протестант Жан Кальвин в своём труде «Institutes of the Christian Religion» (издана в 1536 году), неоднократно называл христианского Бога Великим Архитектором Вселенной, также как и в труде «Архитектура Вселенной» и в комментариях к Псалму 19.

## Масонство
Масонские историки, такие как Вильям Биссе, Гарри Лизер и С. Брент Моррис утверждают, что «Масонская аббревиатура В:.А:.В:. (Великий Архитектор Вселенной) продолжает древнюю традицию использования аллегории для Божества». Они проследили появление такого названия и аббревиатуры в масонстве из Книги конституций, которую написал Джеймс Андерсон в 1723 году. Они также отмечают, что, будучи кальвинистом, он мог позаимствовать эту аллегорию именно оттуда.
Объяснение Кристофера Хаффнера, что есть концепция «Великий Архитектор Вселенной» в качестве определения Верховной Сущности по личному выбору каждого, приводится в труде «Workman Unashamed»:
Представьте меня в ложе, когда преклонив голову, молюсь между Братом Мохаммедом Бокхари и Братом Эрджаном Мелвани. Ни для одного из них Великий Архитектор Вселенной не является Святой Троицей. Для Брата Бокхари он является Аллахом. Для Брата Мелвани — возможно Вишну.